# ARA-A3
La ARA-A3 o Autopista Cariñena-Gallur es un proyecto de autopista de titularidad autonómica en Aragón (España) que enlazará la A-23 a la altura de Cariñena con la A-68 a la altura de Gallur.

## Estrategia
La construcción de esta autopista pretende evitar que los flujos de tráfico pesado que discurren entre el Levante y País Vasco o Navarra tenga que llegar hasta Zaragoza, esto permitirá el ahorro de hasta 30 km en el recorrido. Además también pretende absorber todo el tráfico pesado que actualmente ya realiza este atajo por carreteras secundarias con travesías urbanas, etc.

## Tramos
| Denominación | Tramo           | Estado (2025)       | Longitud (km) |
| ------------ | --------------- | ------------------- | ------------- |
|              | Cariñena-Gallur | Estudio informativo | 57            |

Lo más probable es que esta autopista sea de peaje.
- Datos: Q8182947